# Калинкино (Покровское сельское поселение)
Калинкино — деревня Николо-Кормской сельской администрации Покровского сельского поселения Рыбинского района Ярославской области .
Деревня расположена на левом берегу реки Корма, в её среднем течении, между двумя притоками реки Корма: Волошка и Крюковка. Ниже её по течению на том же берегу Кормы, но за ручьем Волошка находится деревня Тяпкино, а на противоположном правом берегу Кормы село Николо-Корма. Выше по течению Кормы, также на её левом берегу, но за рекой Крюковка — деревня Григорково.
Численность постоянного населения на 1 января 2007 года — 3 человека. По почтовым данным в деревне 22 дома.
Деревня Калинкина указана на плане Генерального межевания Рыбинского уезда 1792 года.
Транспортное сообщение деревни через рейсовые автобусы в соседнем селе Николо-Корма, которые по автомобильной дороге Р104 на участке  Углич-Рыбинск связывают деревню с Рыбинском, Мышкиным и Угличем. Администрация сельского поселения в поселке и центр врача общей практики находится в посёлке Искра Октября (по дороге в сторону Рыбинска). В селе Никольском (также в сторону Рыбинска) — центр сельской администрации, почтовое отделение, школа, клуб. Действующая церковь и кладбище в селе Николо-Корма.